# Hans Engelsen Eide
Hans Engelsen Eide (ur. 8 maja 1965 w Voss) – norweski narciarz, specjalista narciarstwa dowolnego. Najlepszy wynik na mistrzostwach świata osiągnął podczas mistrzostw w Oberjoch, gdzie zajął 9. miejsce w jeździe po muldach. Zajął 2. miejsce w tej samej konkurencji na igrzyskach olimpijskich w Calgary, jednakże medalu nie otrzymał, bowiem narciarstwo dowolne było wtedy tylko sportem pokazowym. Na igrzyskach olimpijskich w Lillehammer zajął 15. miejsce. Najlepsze wyniki w Pucharze Świata osiągnął w sezonie 1990/1991, kiedy to zajął 11. miejsce w klasyfikacji generalnej, a w klasyfikacji jazdy po muldach był drugi. W sezonie 1988/1989 był trzeci w klasyfikacji jazdy po muldach podwójnych.
W 1999 r. zakończył karierę.

## Osiągnięcia

### Igrzyska olimpijskie
| Miejsce | Dzień     | Rok  | Miejscowość | Konkurencja      | Zwycięzca         |
| ------- | --------- | ---- | ----------- | ---------------- | ----------------- |
| 15.     | 16 lutego | 1994 | Lillehammer | Jazda po muldach | Jean-Luc Brassard |

### Mistrzostwa świata
| Miejsce | Dzień     | Rok  | Miejscowość | Konkurencja        | Zwycięzca         |
| ------- | --------- | ---- | ----------- | ------------------ | ----------------- |
| 20.     | 2 lutego  | 1986 | Tignes      | Jazda po muldach   | Éric Berthon      |
| 44.     | 4 lutego  | 1986 | Tignes      | Skoki akrobatyczne | Lloyd Langlois    |
| 43.     | 6 lutego  | 1986 | Tignes      | Kombinacja         | Alain LaRoche     |
| 11.     | 6 lutego  | 1986 | Tignes      | Balet narciarski   | Richard Schabl    |
| 9.      | 3 marca   | 1989 | Oberjoch    | Jazda po muldach   | Edgar Grospiron   |
| 11.     | 14 lutego | 1991 | Lake Placid | Jazda po muldach   | Edgar Grospiron   |
| 23.     | 13 marca  | 1993 | Altenmarkt  | Jazda po muldach   | Jean-Luc Brassard |

### Puchar Świata

#### Miejsca w klasyfikacji generalnej
- sezon 1983/1984: 117.
- sezon 1984/1985: 85.
- sezon 1985/1986: 27.
- sezon 1986/1987: 21.
- sezon 1987/1988: 23.
- sezon 1988/1989: 20.
- sezon 1989/1990: 23.
- sezon 1990/1991: 11.
- sezon 1992/1993: 48.
- sezon 1993/1994: 68.

#### Miejsca na podium
1. Mont Gabriel – 10 stycznia 1987 (Jazda po muldach) – 3. miejsce
2. Breckenridge – 23 stycznia 1987 (Jazda po muldach) – 2. miejsce
3. Voss – 28 lutego 1987 (Jazda po muldach) – 1. miejsce
4. Breckenridge – 23 stycznia 1988 (Jazda po muldach) – 1. miejsce
5. Mont Gabriel – 7 stycznia 1989 (Jazda po muldach) – 1. miejsce
6. Voss – 11 marca 1989 (Jazda po muldach) – 2. miejsce
7. Inawashiro – 10 lutego 1990 (Jazda po muldach) – 2. miejsce
8. La Plagne – 30 listopada 1990 (Jazda po muldach) – 2. miejsce
9. Tignes – 6 grudnia 1990 (Jazda po muldach) – 3. miejsce
10. Whistler Blackcomb – 12 stycznia 1991 (Jazda po muldach) – 3. miejsce
11. Breckenridge – 16 stycznia 1993 (Jazda po muldach) – 3. miejsce
12. Breckenridge – 18 stycznia 1991 (Jazda po muldach) – 2. miejsce
13. La Clusaz – 20 lutego 1991 (Jazda po muldach) – 3. miejsce
14. Voss – 9 marca 1991 (Jazda po muldach) – 2. miejsce

- W sumie 3 zwycięstwa, 6 drugich i 5 trzecich miejsc.